# ペドラ・ブランカ島
ペドラ・ブランカ島（シンガポール名：Pedra Branca、マレーシア名：Batu Puteh、中国語名：白礁）は、マレー半島南部ジョホールの7.7カイリ沖、南シナ海から半島東岸に沿ってシンガポール海峡に入る位置にある花崗岩性の無人島である。面積は8560平方メートルであり、サッカー場の半分ほどと小さいが、その位置から戦略的に重要な意味を持ち、シンガポールとマレーシア間の領土問題になった。2008年にシンガポールの領土であることが確定した。

## 領土問題
ペドラ・ブランカ島は元々ジョホール王国（現マレーシア）の領土だった。1850年代にイギリスは島を占有している時、島にホースバー灯台を建て、シンガポールに島を管理させた。1965年マレーシアからシンガポールが分離独立して以来、島の領有権は定められていなかった。
論争の発端は、1980年、マレーシアが新しい地図にペドラ・ブランカ島を自国領土として記載し、これに対しシンガポールが異議を提出したことによる。以後、両国間で数年にわたり協議が行われてきたが、両国間では領土問題が解決できず、国際連合の最高司法機関である国際司法裁判所（ICJ）に判断を委ねることになった。

## 国際裁決
2008年に国際司法裁判所は12対4で、1980年までにペドラ・ブランカ島の領有権はシンガポールに移転されたから、島の実効支配者であるシンガポールの領有権を認めた判決を下し、28年間にわたった論争を終わらせた。一方で、島の沖1キロメートルに位置する岩礁ミドル・ロックスは、マレーシア領有である判決を下した。
この裁判の結果を最終的に左右したのは、1953年9月、イギリス植民地政府に対し、ジョホール王国の国務長官代理が「島の所有を主張しない」と伝えた書簡の存在（シンガポール側が証拠書類として提出）であった。